# Reine Silbert
Reine Silbert, née le 14 mars 1942 à Paris 4e et morte le 14 novembre 2013 à Paris 12e, est une journaliste, traductrice et romancière française.

## Biographie
Reine Silbert naît en mars 1942 à Paris. Son père est venu de Varsovie dès 1924, et sa mère de Radom en 1936. À sa naissance ses parents, juifs polonais, sont réfugiés dans une « cache » qui leur permet d’échapper aux rafles et à la déportation. Elle et sa sœur, Annette, sont cachées dans une famille de Justes à Goussainville. Leur vrai nom, francisé, est Zylberkasten (petite cassette d’argent en français). Elles apprennent le français dans cette famille, car leur langue maternelle est le yiddish.
Elle publie deux romans-essais d’inspiration féministe : L'Inexpérience en 1967 chez Robert Laffont et Les Simples rencontres en 1970 chez Jean-Claude Lattès.
Elle est journaliste pour l’hebdomadaire Tribune juive et mène de front un travail de traductrice des romans de Barbara Cartland, Rosemary Rogers et Pierre Salinger.
Avec Jean-Pierre Jaubert, elle écrit deux romans (Les Yeux d'Hélène et Les Cœurs brûlés) qui seront adapté en séries télévisées à succès par TF1.
Lectrice pour les éditions Olivier Orban, Reine Silbert est à l’origine, en 1990, des débuts littéraires de Bernard Werber qui lui a dédié son roman Les Thanatonautes en 1994,.
Reine Silbert meurt d’un arrêt cardiaque à l’âge de 71 ans, le 14 novembre 2013 à Paris.

## Publications
- L’inexpérience, préface de Paul Bodin, Robert Laffont, 1967, (Lire en ligne sur Gallica).
- Les simples rencontres, Jean-Claude Lattès, 1970.
- Il faut toujours quitter la Pologne, Olivier Orban, 1980,  (ISBN 2855651174)
- Théodore Roosevelt, Jean-Claude Lattès, 1992,  (ISBN 2709610892) (Lire en ligne sur Gallica).
- Les Yeux d'Hélène, avec Jean-Pierre Jaubert, 1994  (ISBN 9782877610568).
- Les Cœurs brûlés, avec Jean-Pierre Jaubert, J'ai lu no 3992, 1995,  (ISBN 978-2-277-23992-5).